# ديلون أندرسون
ديلون أندرسون (بالإنجليزية: Dillon Anderson) (من مواليد 14 يوليو 1906 - والمُتوفى في 29 يناير 1974) هو مسؤول في الحكومة الفيدرالية للولايات المتحدة أثناء فترة حكم أيزنهاور (1953-1961). شغل منصب مستشار الأمن القومي الأمريكي من 2 أبريل 1955 إلى 1 سبتمبر 1956، كما كان عضوًا في لجنة درابر.

## سيرته الذاتية
وُلد أندرسون في 14 يوليو 1906 في ماككيني بولاية تكساس ، وهو ابن جوزيف أ. وبيسي ديلون. بعد أن تخرّج جامعة تكساس المسيحية ، حصل على شهادة الماجستير من جامعة أوكلاهوما عام 1927 وشهادة الدكتوراة من كلية الحقوق بجامعة ييل (1929). كما خدم في جيش الولايات المتحدة خلال الحرب العالمية الثانية (1942-1945) وحصل على وسام الاستحقاق لمساهماته في الحرب. كان ديلون أيضًاً شريكًا في شركة بيكر بوتس القانونية في هيوستن، بولاية تكساس ابتداءً من عام 1940. قبل أن يصبح مستشار الأمن القومي الأمريكي، كما كان مسؤولاً في مجلس الأمن القومي من عام 1953 إلى 1955. انتُخب زميلًا في الأكاديمية الأمريكية للفنون والعلوم (الأكاديمية الأمريكية للفنون والعلوم) في عام 1959.
تُوفي في 29 يناير 1974 في هيوستن بولاية تكساس.

## روابط خارجية
- ديلون أندرسون على موقع إن إن دي بي (الإنجليزية)

- Records of the White House Office of the Special Assistant for National Security Affairs, Dwight D. Eisenhower Presidential Library